# Päijännetunneln

Karta över Päijännetunneln.
1) fjärden Asikkalanselkä
2) Kalliomäki pump- och kraftstation i Hausjärvi
3) Korpimäki pumpstation i Nurmijärvi
4) Sillböle bassäng i Vanda

Päijännetunneln är en tunnel som leder råvatten från Päijänne mot 
Helsingforsregionen i Finland. Flera vattenverk får sitt vatten ur tunneln för distribution till ca en miljon konsumenter. Den 120 km långa tunneln är världens näst längsta sammanhängande tunnel (efter Delaware Aqueduct i USA) och den löper mellan 30 och 100 meter under jordytan. Päijännetunneln börjar i fjärden Asikkalanselkä och slutar vid Sillböle bassäng i Vanda.

## Tunneln byggs
I huvudstadsregionen insåg man att vattenresurserna var knappa och av dålig kvalitet. Flera kommuner beslöt att samarbeta och lät bygga Päijännetunneln för att trygga vattenförsörjningen. Planeringsarbetet inleddes på 1960-talet. Byggandet påbörjades under det stora arbetslöshetsåret 1972. Tunneln togs i bruk år 1982. Byggandet kom att kosta 530 miljoner mark i 1981 års värde, motsvarande 195 miljoner euro (år 2005). Byggarbetet försvårades av att grundvatten trängde in i tunneln under höstregnen och att berggrunden var mer förvittrad än väntat.

## Tunneln idag
Huvudstadsregionens kommuner Helsingfors, Vanda, Esbo och Grankulla,  kranskommunerna Hyvinge, Kyrkslätt samt Tusbynejden (Tusby - Träskända - Kervo - Sibbo) är delägare i aktiebolaget som byggde och driver Päijännetunneln. Borgå landskommun deltog i byggandet för att trygga vattenförsörjningen åt företagen inom kommunen. Landskommunen har varken före eller efter kommunsammanslagningen (år 1997) med Borgå stad tagit vatten ur tunneln. Däremot har ett företag i den före detta landskommunen två gånger tagit vatten – åren 1995 och 1999. Delägarna Nurmijärvi kommun respektive ett spritbolag i Nurmijärvi har inte än påbörjat vattentagningen ur tunneln.
Tunnelkapaciteten används inte till fullo. Största strömningskapaciteten är 10,3 m³/s, men nu används en vattenmängd motsvarande 3,1 m³/s. Detta motsvarar cirka 1 % av den totala vattenmängden som avrinner från Päijänne till Finska viken. Höjdskillnaden mellan Päijänne och Sillböle möjliggör elproduktion. Vattenkraftverket i Kalliomäki producerar årligen cirka 7 300 megawattimmar el. Under kristider kan tunneln användas som vattenförråd.